# Dalmyrasjön
Dalmyrasjön är en sjö i Norrköpings kommun i Östergötland och ingår i Motala ström-Söderköpingsåns kustområde. Sjön är 3,3 meter djup, har en yta på 0,165 kvadratkilometer och är belägen 18,3 meter över havet. Sjön avvattnas av vattendraget Jonsbergsån.

## Delavrinningsområde
Dalmyrasjön ingår i det delavrinningsområde (648549-154876) som SMHI kallar för Utloppet av Dammen. Medelhöjden är 33 meter över havet och ytan är 53,59 kvadratkilometer. Det finns inga avrinningsområden uppströms utan avrinningsområdet är högsta punkten. Avrinningsområdets utflöde Jonsbergsån mynnar i havet. Avrinningsområdet består mestadels av skog (52 procent), öppen mark (12 procent) och jordbruk (33 procent). Avrinningsområdet har 0,37 kvadratkilometer vattenytor vilket ger det en sjöprocent på 0,7 procent.